# Monte Gabberi
il Gàbberi, irto qual ferrato casco.
Ecco, e su i carri per le vie maestre
passa il falasco.»
(Gabriele D'Annunzio, Il commiato, Alcyone)
Il Monte Gabberi (anticamente conosciuto come Monte Gabbari) è un rilievo montuoso facente parte del complesso delle Alpi Apuane, situato nella Toscana settentrionale. Con un'altitudine di circa 1108 metri, gode di una bella vista su tutta la Versilia e parte delle Apuane meridionali.
La zona delle Apuane dove è collocato il monte Gabberi prende il nome di Apuane riposanti, tipiche per le quote modeste. Il Gabberi e le montagne circostanti sono in gran parte rivestiti da boschi, interrotti qua e là da fasce rocciose. Nonostante la sua modesta altezza, il Gabberi domina la piana di Camaiore e la divide dal bacino del Vezza, nel comune di Stazzema dove è quasi interamente compreso.
La vetta del monte, sulla quale si trova una grande croce metallica, è stata descritta in molti modi da esponenti della letteratura, primo fra tutti Gabriele D'Annunzio, che lo cantò insieme alle Alpi durante il suo soggiorno in Versilia. La stessa cima ha dato spazio alla fantasia del poeta, il quale l'ha descritta in diversi modi: dalla testa di un leone alla prua di una nave tesa verso il mare e persino una terrazza che si affaccia sul mar Tirreno.
Nelle giornate particolarmente limpide si possono ammirare alcune isole dell'Arcipelago Toscano.

## Località nei dintorni
- Farnocchia
- Stazzema
- Sant'Anna di Stazzema